# Роднички (Казахстан)
Роднички́ (каз. Роднички) — село у складі Осакаровського району Карагандинської області Казахстану. Входить до складу Акбулацького сільського округу.
Населення — 19 осіб (2021; 50 у 2009, 111 у 1999, 130 у 1989).
Національний склад станом на 1989 рік:
- росіяни — 66 %.